# Liste der Naturdenkmale in Ortrand
Die Liste der Naturdenkmale in Ortrand nennt die Naturdenkmale in Ortrand im Landkreis Oberspreewald-Lausitz in Brandenburg.
In den Spalten befinden sich folgende Informationen:
- Nr.: Identifizierungsnummer nach veröffentlichter Liste. Sie wird von der unteren Naturschutzbehörde des Landkreises oder der kreisfreien Stadt vergeben. Wenn sie bekannt ist, wird sie angegeben. In dieser Spalte kann sich zusätzlich das Wort Wikidata befinden, der entsprechende Link führt zu Angaben zu diesem Naturdenkmal bei Wikidata.
- Bezeichnung: Benennung des Naturdenkmals, in der Regel wird bei Bäume die Baumart genannt. Bekannte Eigennamen werden mit angegeben.
- Gemarkung: Ort oder Gemarkung, in der sich das Naturdenkmal befindet
- Lage: Nennt die Lage des Naturdenkmals im jeweiligen Ortsteil und die geografischen Koordinaten des Naturdenkmals. Link zu einem Kartenansichtstool, um Koordinaten zu setzen. In der Kartenansicht sind Naturdenkmale ohne Koordinaten mit einem roten beziehungsweise orangen Marker dargestellt und können in der Karte gesetzt werden. Denkmale ohne Bild sind mit einem blauen bzw. roten Marker gekennzeichnet, Denkmale mit Bild mit einem grünen beziehungsweise orangen Marker.
- Beschreibung: die Beschreibung des Naturdenkmales
- Schutzzweck: Erläutert den Grund der Unterschutzstellung
- Bild: Zeigt ein Bild des Naturdenkmales und gegebenenfalls ein Link zu weiteren Fotos im Medienarchiv Wikimedia Commons

## Burkersdorf
| Bild                           | Bezeichnung                | Lage                                                                                                   | Beschreibung | Schutzzweck | Nummer |
| ------------------------------ | -------------------------- | --- | ------------ | ----------- | ------ |
| Weitere Bilder Fotos hochladen | Stieleiche (Quercus robur) | Burkersdorf, neben dem Kriegerdenkmal (51° 22′ 43,5″ N, 13° 45′ 28,5″ O)                               |              |             | 1101-1 |
| Weitere Bilder Fotos hochladen | Stieleiche (Quercus robur) | Burkersdorf, auf dem ehemaligen Schulplatz an der Frauendorfer Straße (51° 22′ 52,2″ N, 13° 45′ 31″ O) |              |             | 1101-2 |

## Ortrand
| Bild                           | Bezeichnung                    | Lage                                                                                             | Beschreibung              | Schutzzweck | Nummer |
| ------------------------------ | ------------------------------ | ------------------------------------------------------------------------------------------------ | ------------------------- | ----------- | ------ |
| BW                             | Eibe (Taxus baccata)           | Ortrand, südlich an der Kirche St. Barbara, 12 Eiben in Reihe (51° 22′ 36,6″ N, 13° 45′ 20,2″ O) | 2020 nicht mehr vorhanden |             | 1100-1 |
| Weitere Bilder Fotos hochladen | Platane (Platanus x hispanica) | Ortrand, beim Eingangstor Friedhof, westlicher / linker Baum (51° 22′ 27,2″ N, 13° 45′ 26″ O)    |                           |             | 1100-2 |
| Weitere Bilder Fotos hochladen | Platane (Platanus x hispanica) | Ortrand, beim Eingangstor Friedhof, östlicher / rechter Baum (51° 22′ 27,2″ N, 13° 45′ 26,4″ O)  |                           |             | 1100-3 |
| Weitere Bilder Fotos hochladen | Rotbuche (Fagus sylvatica)     | Ortrand, auf dem Friedhof, ca. 20 m östlich der Kirche (51° 22′ 26,2″ N, 13° 45′ 28,1″ O)        |                           |             | 1100-4 |
| Weitere Bilder Fotos hochladen | Stieleiche (Quercus robur)     | Ortrand, Bahnhofstraße im Pfarrgarten der Katholischen Kirche (51° 22′ 27,8″ N, 13° 45′ 40,1″ O) |                           |             | 1100-5 |
| Weitere Bilder Fotos hochladen | Stieleiche (Quercus robur)     | Ortrand, auf dem „Topf-Markt“ (51° 22′ 33,9″ N, 13° 45′ 31,8″ O)                                 |                           |             | 1100-6 |
| Weitere Bilder Fotos hochladen | Stieleiche (Quercus robur)     | Ortrand, an der Kirche St. Barbara (51° 22′ 36,3″ N, 13° 45′ 22″ O)                              |                           |             | 1100-7 |
| Weitere Bilder Fotos hochladen | Stieleiche (Quercus robur)     | Ortrand, am Schützenhausplatz (Luther-Eiche 1866) (51° 22′ 23,5″ N, 13° 45′ 45,1″ O)             |                           |             | 1100-8 |
| Weitere Bilder Fotos hochladen | Stieleiche (Quercus robur)     | Ortrand, am Schützenhausplatz (Friedens-Turner-Eiche 1883) (51° 22′ 23,5″ N, 13° 45′ 44,1″ O)    |                           |             | 1100-9 |